# Ulica Prudnicka w Warszawie
Ulica Prudnicka w Warszawie – ulica warszawskiego osiedla Okęcie w dzielnicy Włochy, biegnąca od ul. Leonidasa do ul. Janiszowskiej.
Przy ul. Prudnickiej 3 swoją siedzibę ma Podstawowa Stacja Kontroli Pojazdów WX/065/P.